# Weingarten (Hörsel)
Weingarten ist ein Ortsteil der Landgemeinde Hörsel im Nordwesten des thüringischen Landkreises Gotha.

## Geographie

### Geographische Lage
Das Dorf liegt nördlich des Thüringer Waldes, etwa 14 Kilometer von der Kreisstadt Gotha und etwa 45 Kilometer von der Landeshauptstadt Erfurt entfernt. Weingarten liegt im Norden des 390 m ü. NN hohen Haynberges, der das Tal der Hörsel (etwa 276 m ü. NN) vom tiefer gelegenen Nessetal (etwa 254 m ü. NN) als flache Anhöhe trennt. Die nächstliegenden Dörfer sind Friedrichswerth im Norden, Sonneborn im Nordosten, Neufrankenroda im Südosten, Teutleben im Süden und Ebenheim im Westen. Am südlichen Ortsrand liegt der Dorfteich, Quellteich des Gliemen-Bachs, der in Richtung Osten fließt und zwischen Sonneborn und Friedrichswerth die Nesse erreicht.

### Ausdehnung des Gebiets
Die Gesamtfläche der Gemarkung Weingarten beträgt 402 Hektar.

## Geschichte
Die erste urkundliche Erwähnung Weingartens findet sich in einer undatierten Urkunde des Fuldaer Abts Burchard (1168–1176). Der Ort gehörte nach dem Erwerb durch die Herren von Hopffgarten bis zur Aufhebung der Patrimonialgerichte Mitte des 19. Jahrhunderts zum Hopffgartenschen Gericht im Herzogtum Sachsen-Gotha, Sachsen-Gotha-Altenburg bzw. Sachsen-Coburg und Gotha. Ab 1920 lag er im Land Thüringen.
Am 1. Januar 1997 wurde Weingarten Mitgliedsgemeinde der 1994 gegründeten Verwaltungsgemeinschaft Hörsel. Durch Beschluss des Thüringer Landtags am 16. November 2011 konnte die Verwaltungsgemeinschaft Hörsel zum 1. Dezember 2011 aufgelöst und durch einen freiwilligen Zusammenschluss der zehn bisher selbstständigen Gemeinden Aspach, Ebenheim, Fröttstädt, Hörselgau, Laucha, Mechterstädt, Metebach, Teutleben, Trügleben und Weingarten die Landgemeinde Hörsel neu gebildet werden.

### Einwohnerentwicklung
Entwicklung der Einwohnerzahl (jeweils 31. Dezember):
| - 1994 – 202 - 1995 – 203 - 1996 – 193 - 1997 – 186 | - 1998 – 186 - 1999 – 176 - 2000 – 176 - 2001 – 183 | - 2002 – 189 - 2003 – 183 - 2004 – 183 - 2005 – 180 | - 2006 – 177 - 2007 – 162 - 2008 – 171 - 2009 – 164 | - 2010 – 157 - 2014 – 163 |

Datenquelle: Thüringer Landesamt für Statistik

## Ehemalige Bürgermeister
Bei der Bürgermeisterwahl am 27. Juni 2004 wurde Klaus Klar zum ehrenamtlichen Bürgermeister der Gemeinde gewählt. Am 6. Juni 2010 wurde er in seinem Amt bestätigt. Seine Amtszeit begann am 1. Juli 2010. Mit der Umwandlung zur Landgemeinde wurde er zum 1. Dezember 2011 zum Ortschaftsbürgermeister (mit einer Amtszeit bis 2016).
- 1994–2004: Günther Rudloff (Freiwillige Feuerwehr Weingarten)[5][6]
- 2004–2011: Klaus Klar (FWG/parteilos)[7][8]

## Kultur und Sehenswürdigkeiten

### Bauwerke

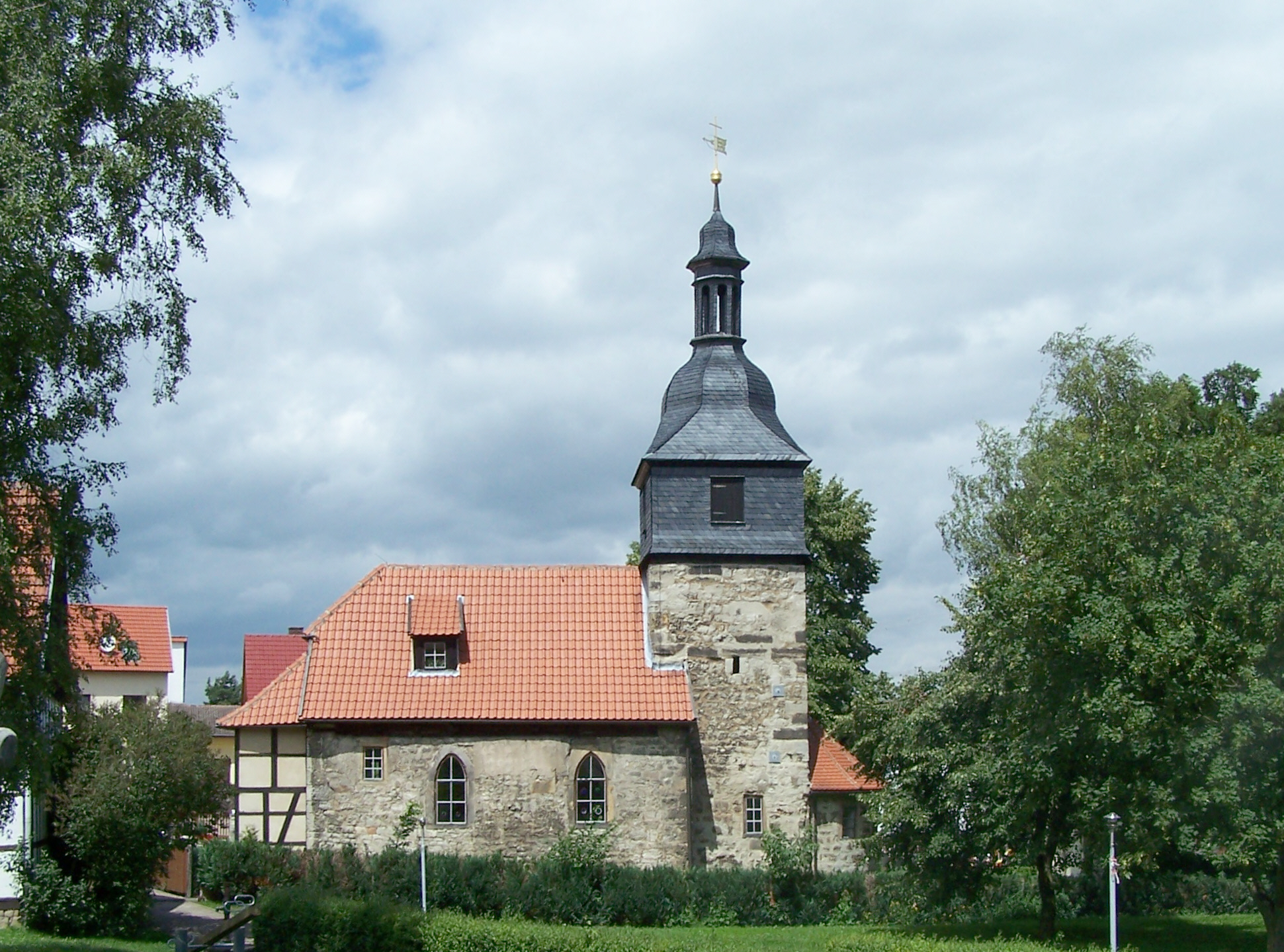
Dorfkirche

Die wichtigste Sehenswürdigkeit des Ortes ist die namenlose Dorfkirche. Die kleine Kirche ist sehr alt. Urkunden, in denen die Kirche erwähnt wird, besagen, dass sie bereits im 13. Jahrhundert bestanden hat. Es wird vermutet, dass es sich hier um die älteste Dorfkirche Thüringens handelt. Vermutlich wurde sie im Zuge der Reisen des Bonifatius aus Ohrdruf im 8. Jahrhundert erbaut. In einer quadratischen Einlassung im quaderförmigen, steinernen Altar treffen sich unter bestimmten Voraussetzungen die Sonnenstrahlen, eine Tatsache, die auf eine heidnische Kultstätte hinweist, die vielleicht im Zuge der Missionierung durch Bonifatius von den Einheimischen zu einer christlichen Kirche umgebaut wurde. Die Kirche beinhaltet zwei Emporen und etwa 120 Sitzplätze, ein Raumangebot, das dem Gottesdienstbesuch früherer Zeiten entsprochen hat. Die Kirchgemeinde gehört zum Kirchspiel Metebach, dem weiterhin die Kirchgemeinden Neufrankenroda, Asbach und Ebenheim angehören.

## Wirtschaft und Infrastruktur
Der Ort ist landwirtschaftlich geprägt, wobei der größte Teil der Ackerflächen von einem Betrieb mit Sitz in Sonneborn bewirtschaftet wird.

### Verkehr
Der nächste Bahnhof ist in Mechterstädt oder Fröttstädt etwa sieben Kilometer südlich von Weingarten. Die Buslinie 820 der Regionalen Verkehrsgemeinschaft Gotha verbindet Weingarten mit der Kreisstadt Gotha.

### Wasser und Abwasser
Die Wasserver- und Abwasserentsorgung wird durch den Wasser- und Abwasserzweckverband Mittleres Nessetal sichergestellt.